# Oberdorf II

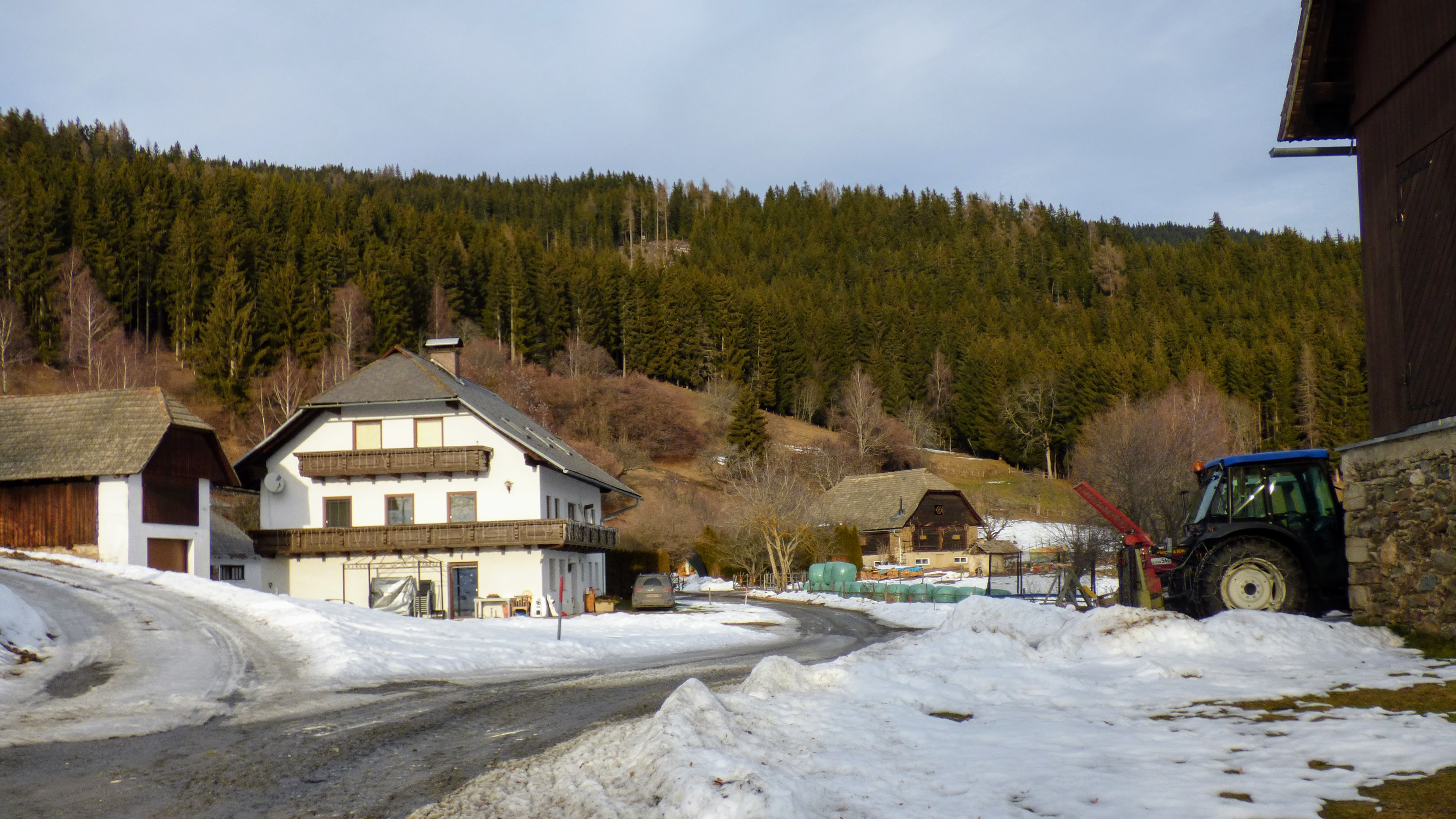
Oberdorf II, Haus Nr. 2

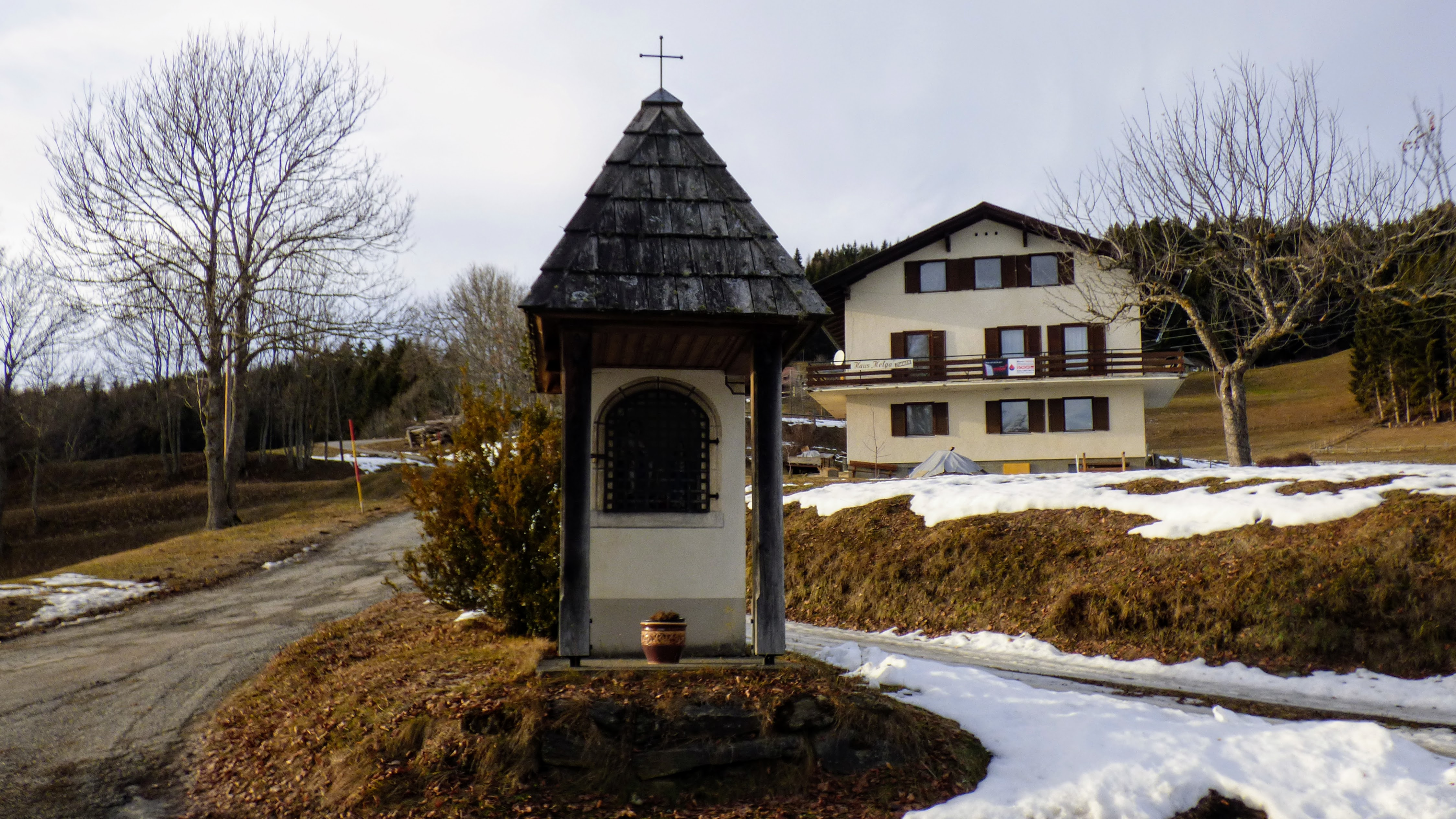
Oberdorf II, Haus Nr. 4

Oberdorf II, bis 1972 Oberdorf, ist eine Ortschaft in der österreichischen Gemeinde Friesach im Bezirk Sankt Veit an der Glan in Kärnten. Die Ortschaft hat 12 Einwohner (Stand 1. Jänner 2025).

## Lage
Die Ortschaft liegt im Gebiet der Katastralgemeinde Zeltschach, im Norden des Bezirks Sankt Veit an der Glan, im Guttaringer Bergland, etwa anderthalb Kilometer nordöstlich von Gaisberg.
In der Ortschaft werden folgende Hofnamen geführt: Popenhube/Popp (Haus Nr. 1), Unterer Tanzer (Nr. 2), Mittlerer Tanzer (Nr. 5) und Oberer Tanzer (Nr. 3).

## Geschichte
Auf dem Gebiet der Steuergemeinde Zeltschach liegend, gehörte Oberdorf in der ersten Hälfte des 19. Jahrhunderts zum Steuerbezirk Dürnstein. Bei Gründung der Ortsgemeinden im Zuge der Reformen Mitte des 19. Jahrhunderts kam Oberdorf an die Gemeinde Friesach. 1890 spaltete sich die Gemeinde Zeltschach von der Gemeinde Friesach ab, Oberdorf gehörte dadurch zur Gemeinde Zeltschach. Mit Jahreswechsel 1972/73 kam Zeltschach samt Oberdorf wieder an die Gemeinde Friesach. Um es von dem gleichzeitig an die Gemeinde Friesach gefallenen Oberdorf I bei St. Salvator zu unterscheiden, wird es seither Oberdorf II genannt.

### Bevölkerungsentwicklung
Für die Ortschaft ermittelte man folgende Einwohnerzahlen:
- 1869: 8 Häuser, 56 Einwohner[2]
- 1880: 8 Häuser, 49 Einwohner[3]
- 1890: 7 Häuser, 44 Einwohner[4]
- 1900: 7 Häuser, 57 Einwohner[5]
- 1910: 7 Häuser, 53 Einwohner[6]
- 1923: 5 Häuser, 45 Einwohner[7]
- 1934: 32 Einwohner[8]
- 1961: 4 Häuser, 28 Einwohner[9]
- 2001: 5 Gebäude (davon 5 mit Hauptwohnsitz) mit 6 Wohnungen; 19 Einwohner und 1 Nebenwohnsitzfall; 6 Haushalte; 0 Arbeitsstätten, 3 land- und forstwirtschaftliche Betriebe[10]
- 2011: 6 Gebäude, 14 Einwohner, 6 Haushalte, 1 Arbeitsstätte[11]
- 2021: 6 Gebäude, 13 Einwohner, 4 Haushalte, 3 Arbeitsstätten[12]